# Altes Rathaus (Bonn)

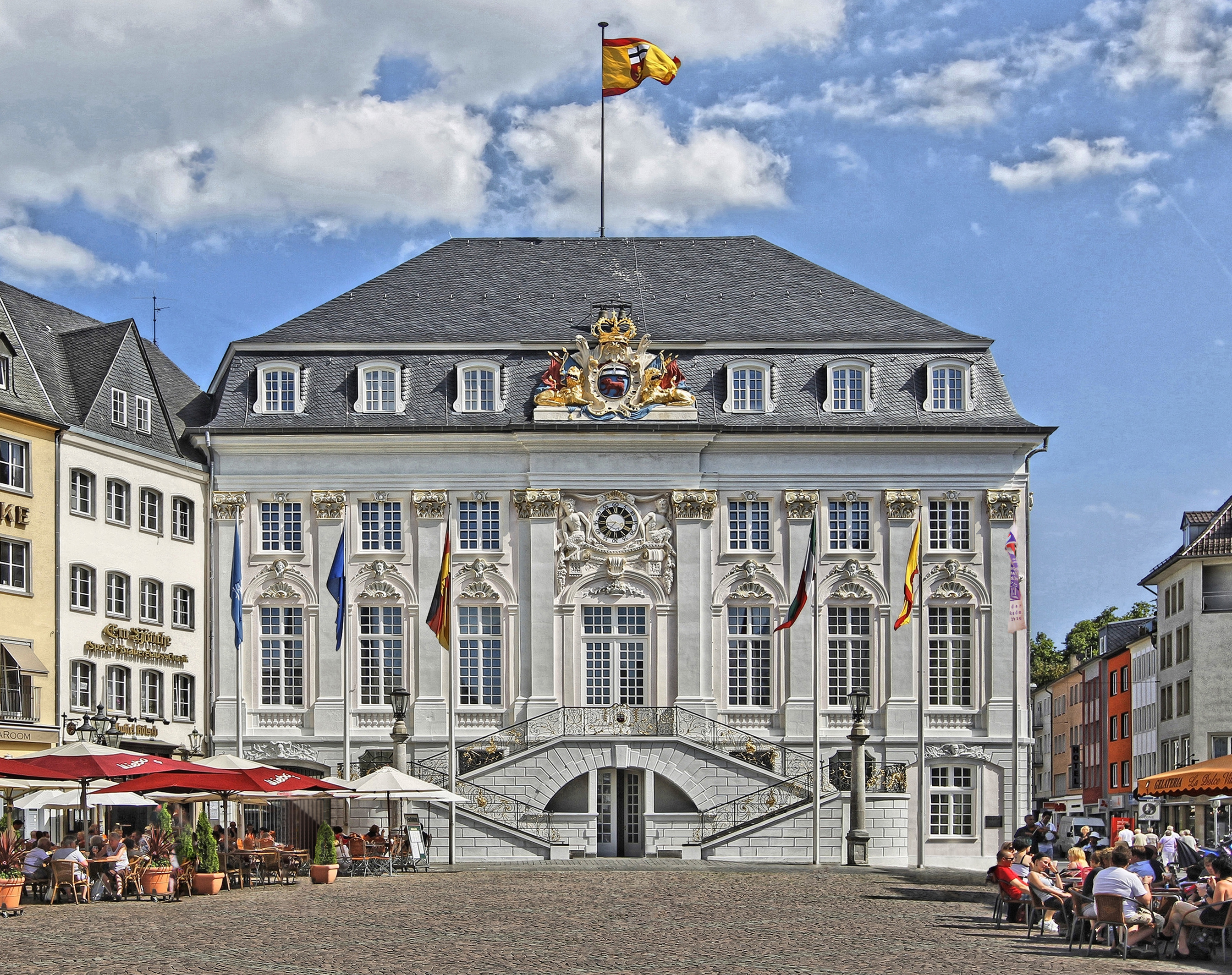
Altes Rathaus (2011) nach der Sanierung

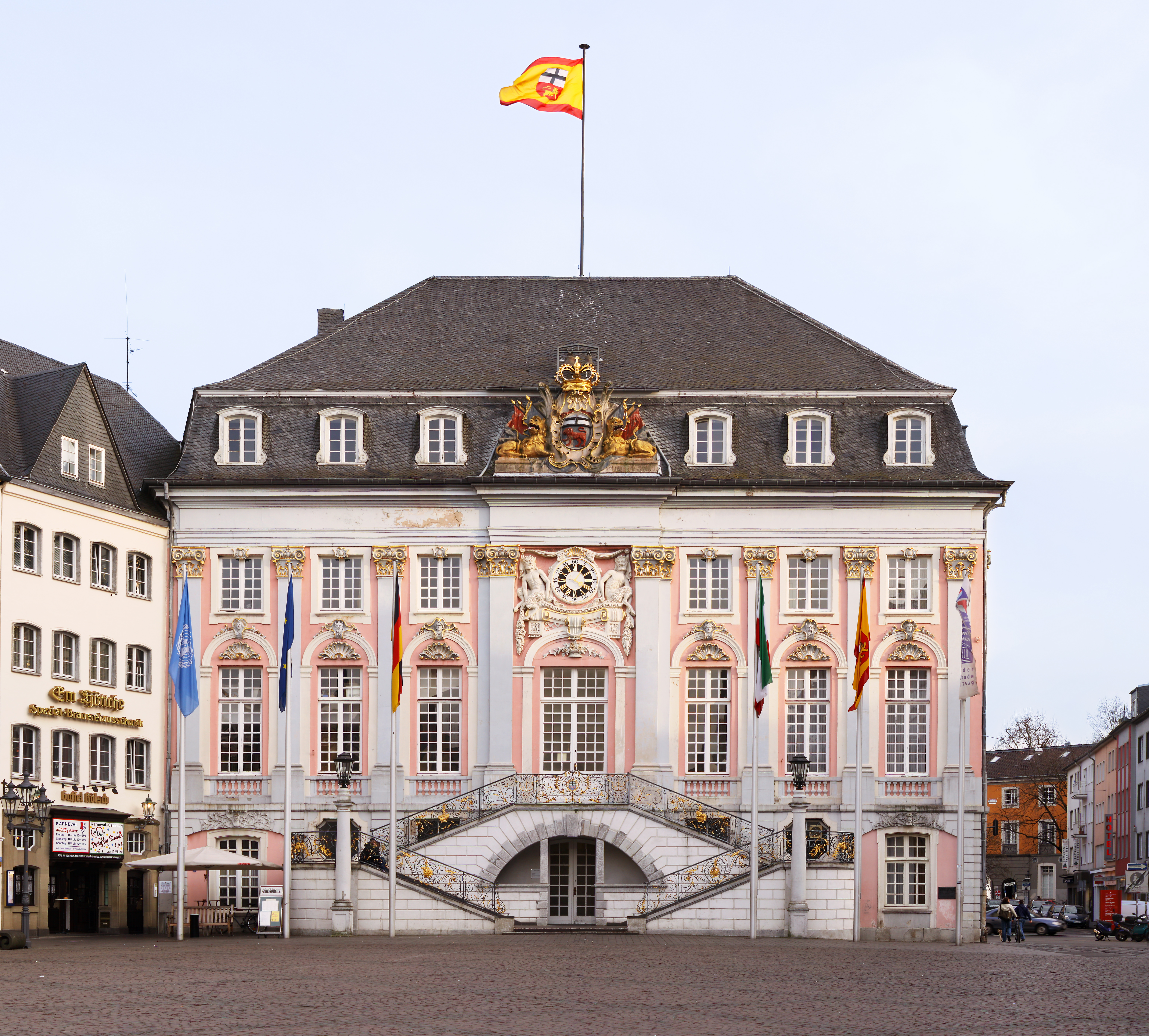
Altes Rathaus vor der Sanierung (2009)

Das Alte Rathaus am Bonner Marktplatz wurde 1737 bis 1738 im Stil des Rokoko vom kurfürstlichen Hofbaumeister Michael Leveilly erbaut; vollständig fertiggestellt wurde es allerdings erst um 1780. Das dreistöckige Gebäude hat sieben Fensterachsen und ein Mansarddach mit Gauben. Es steht als Baudenkmal unter Denkmalschutz.
Außer durch seine zentrale Lage in der Bonner Innenstadt und der ehemaligen Funktion als Sitz der städtischen Verwaltung ist das Rathaus auch durch die vergoldete Freitreppe auf dem Marktplatz bekannt geworden. Diese war im Verlauf der Geschichte wiederholt Schauplatz bedeutender Ereignisse, berühmte Persönlichkeiten traten dort vor die Bonner Bevölkerung.

## Geschichte

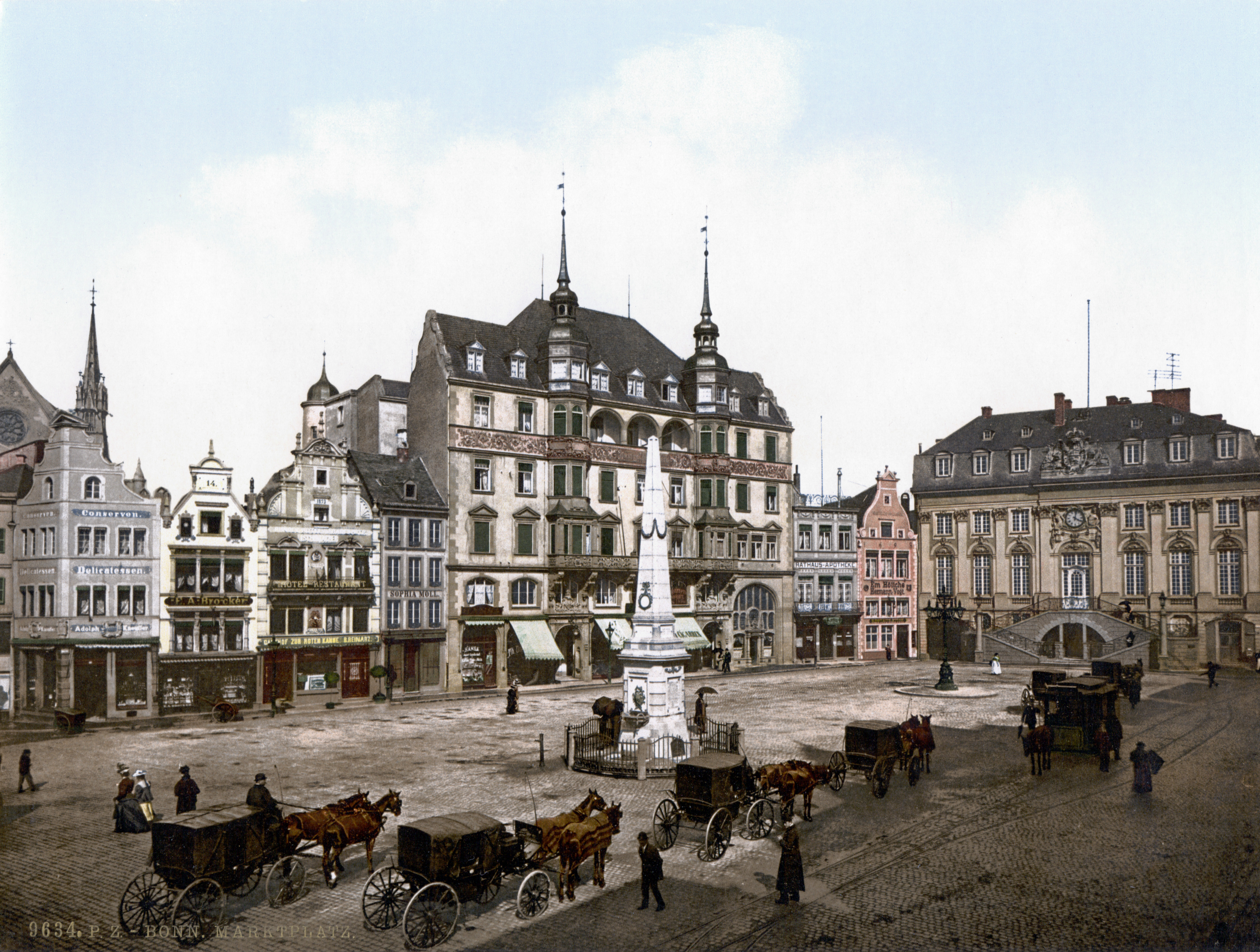
Marktplatz mit altem Rathaus (rechts), Photochromdruck um 1900

Das Gebäude entstand als Ersatz für das bei der Belagerung von Bonn (1689) durch Artilleriebeschuss zerstörte und anschließend nur notdürftig wiederhergestellte frühere Rathaus, ein vermutlich im 15. Jahrhundert errichteter dreigeschossiger Bau. Nachdem ein Entwurf des Baumeisters Krahelkamp für ein neues Rathaus verworfen worden war, kam Hofarchitekt Leveilly zum Zuge, dessen Entwurf im Herbst 1736 vorlag. Nach dessen Genehmigung legte Kurfürst Clemens August I. am 24. April 1737 den Grundstein für den Neubau, der am 5. November 1737 richtfertig war und im darauffolgenden Oktober bezogen werden konnte; die erste gemeinsame Sitzung des Stadtmagistrats, von Bürgermeister, Schöffen und Rat fand hier am 29. Oktober 1738 statt. Das Geländer der Freitreppe wurde erst 1765 angefertigt und schließlich um 1780 der Verputz und der Fassadenschmuck des Rathauses vollendet. Ebenfalls 1780 entstand als Anbau an das Rathaus an dessen vormaliger Rückseite zur Rathausgasse hin nach Plänen des Hofbaumeisters Johann Heinrich Roth die städtische Fleischhalle, ein dreischiffiger Bau mit viereckigen Pfeilern. In den 1870er-Jahren wurde dieser schließlich von der Stadtkasse und dem Stadtarchiv genutzte Bau in schlichten Formen umgebaut.
Am 18. Oktober 1944 brannte das Rathaus bei den alliierten Bombenangriffen des Zweiten Weltkriegs bis auf die Umfassungsmauern nieder, auch ein Teil der Gewölbe im Untergeschoss wurde durchschlagen. Der nachfolgende Wiederaufbau erfolgte unter Verzicht auf die bisherigen Stuckdekorationen und mit einem höher ausgebildeten Dach bis 1950. Nachdem Bonn 1949 Bundeshauptstadt geworden war, wurde es Stätte historischer Ansprachen und Staatsbesuche. Schon am 12. September 1949 trat Theodor Heuss dort vor die Bonner, um seine gerade gewonnene Bundespräsidentenwahl zu feiern. 1962 hielt der französische Staatspräsident Charles de Gaulle und 1963 US-Präsident John F. Kennedy Begrüßungsansprachen. Am 13. Juni 1989 jubelten die Bonner dort dem sowjetischen Staats- und Parteichef Michail Gorbatschow zu. Alle Staatsoberhäupter trugen sich in das Goldene Buch der Stadt Bonn ein.
Am 10. April 1973 wurde das Bonner Rathaus anlässlich eines Staatsbesuchs des südvietnamesischen Generals und Präsidenten Nguyễn Văn Thiệu von ca. 60 vermummten Mitgliedern der Kommunistischen Partei Deutschlands, der Liga gegen den Imperialismus und der Kommunistischen Partei Deutschlands/Marxisten-Leninisten gestürmt, Fenster und Inventar wurden zerstört. Ungefähr 2000 Demonstranten bildeten einen Wall gegen die Polizei. Bei der Aktion entstand ein Sachschaden von einer halben Million Mark.

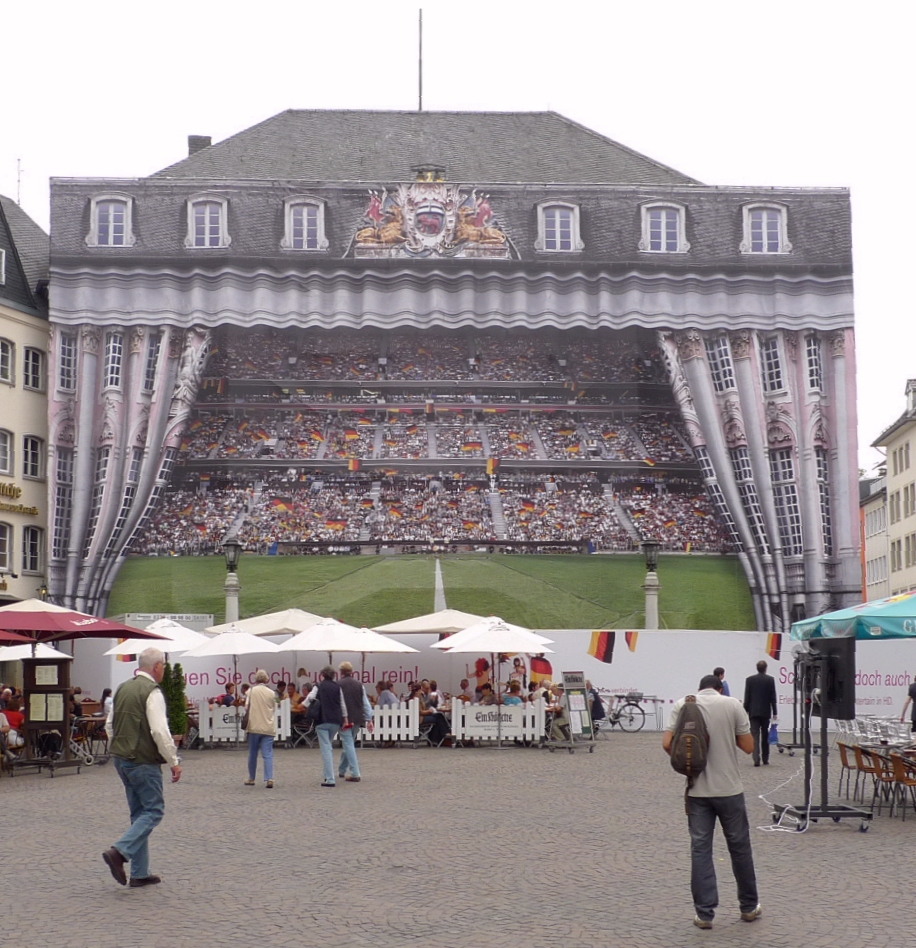
Rathausumhüllung während der Sanierung (Juni 2010)

Das Gebäude am Marktplatz verlor 1978 seine Funktion als Sitz der städtischen Verwaltung, da die Kapazität nach den 1969 vollzogenen Eingemeindungen nicht mehr ausreichte und in der Nordstadt ein neues Stadthaus errichtet worden war. Es wird von der Stadt Bonn allerdings weiterhin als Repräsentationsobjekt genutzt. Bedeutende Beschlüsse und Versammlungen, die außerhalb der Tätigkeiten der Ausschüsse und des Stadtrats erfolgen, finden dort weiterhin statt. Außerdem werden im Alten Rathaus nach wie vor für die Stadt bedeutende Ansprachen und Feierlichkeiten abgehalten. Im Rahmen dieser Aufgaben haben neben dem Oberbürgermeister das Vorstandsreferat Grundsatzangelegenheiten und das Vorstandsreferat Internationale Angelegenheiten und Repräsentation ihren Sitz im Alten Rathaus. Die Stadt Bonn bietet die Möglichkeit, an ausgewählten Terminen im Trauzimmer des Rathauses standesamtlich zu heiraten.

### Sanierungsmaßnahmen
Das Gebäude befand sich seit einigen Jahren in schlechtem Zustand, die notwendige Sanierung wurde mehrfach aus finanziellen Gründen verschoben. Die durchgeführte Sanierung von Fassade, Türen, Fenstern und Dach, außerdem die Erneuerung der Technik (Heizung, Klima- und Sanitäranlagen) und die Verbesserung des Brandschutzes kostete 5,45 Millionen Euro und dauerte von Februar 2010 bis Juni 2011. Die Sanierung wurde aus Mitteln des sogenannten Konjunkturpakets finanziert. Seitdem kam es zu weiteren Renovierungs- und Modernisierungsarbeiten, die vor allem von dem im Oktober 2009 gegründeten Verein Altes Rathaus getragen wurden.

Historische Bilder
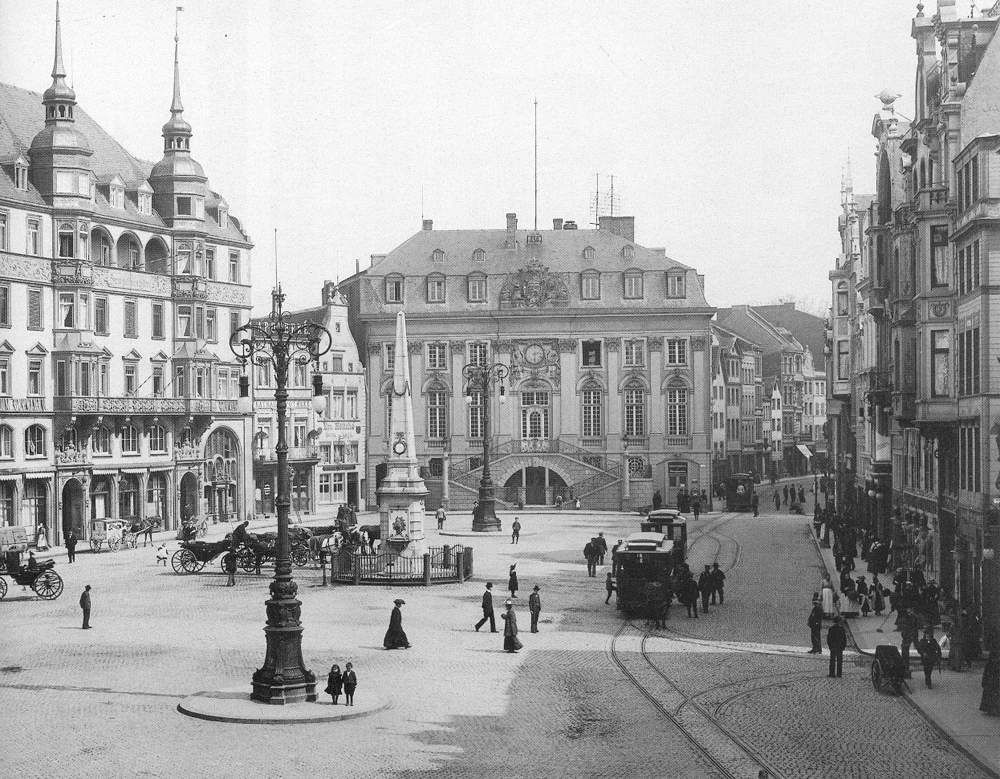
Altes Rathaus, 1904
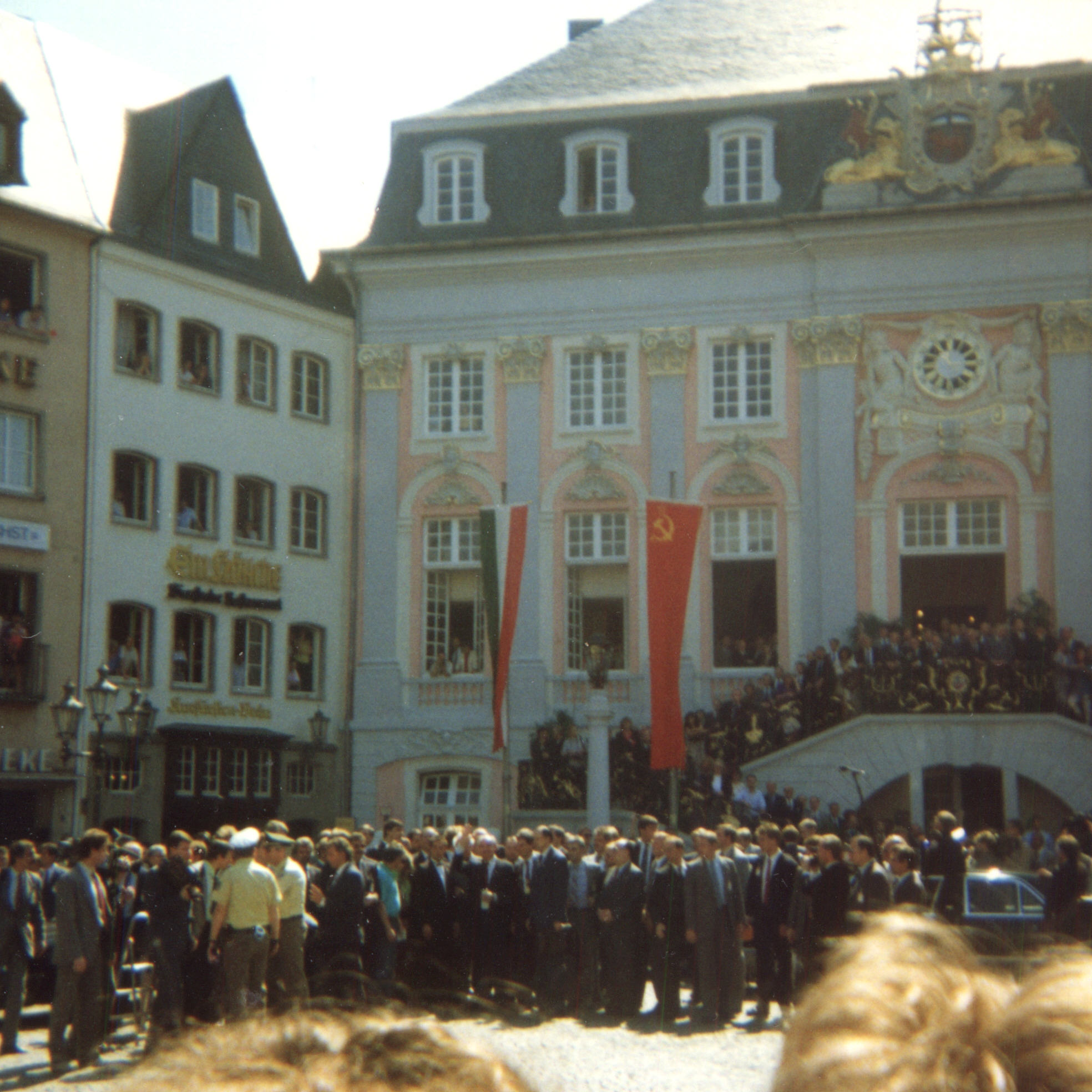
Michail Gorbatschow vor dem Alten Rathaus, 13. Juni 1989
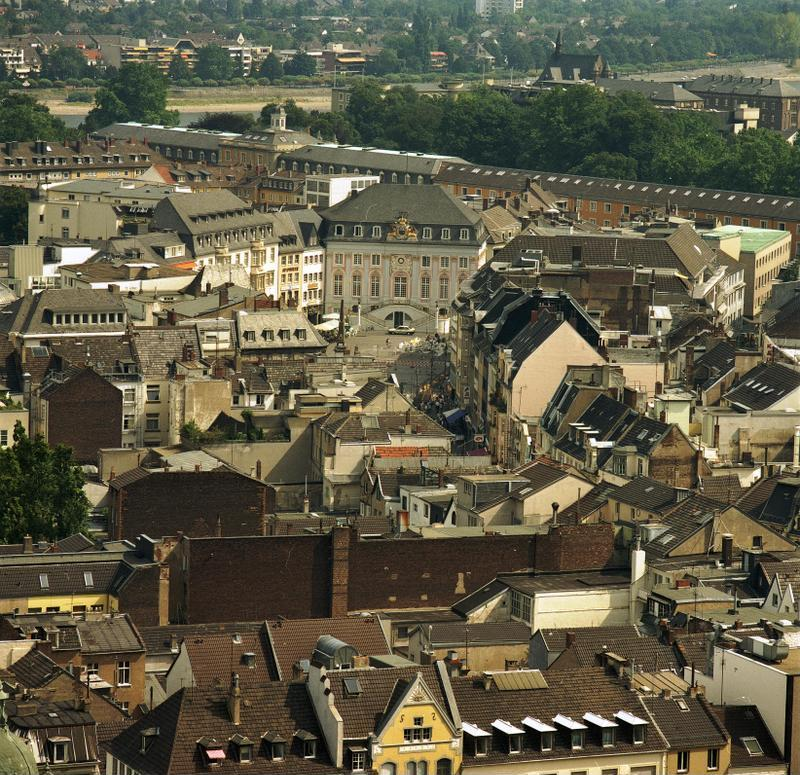
Blick vom Stadthaus auf Marktplatz und Altes Rathaus, 1991

## Rezeption
„Das Rathaus ist, wenn auch kein hervorragendes Kunstwerk, doch mit hohem Geschick als Abschluss des langen schmalen Marktes komponiert, mit der einzigen grossen Pilasterordnung und der breit ausladenden Freitreppe von bedeutender Wirkung.“

„Eindrucksvoll beschließt das Rathaus mit seiner ausgewogenen Fassade den Marktplatz. (…) Da der dreigeschossige Bau die gesamte Schmalseite des Platzes einnimmt, wird seine Wirkung noch gesteigert.“